# چهره عریان
چهرهٔ عریان (انگلیسی: The Naked Face) رمانی از سیدنی شلدون است که با نام قاتلی در شهر به فارسی ترجمه شده است. فیلم چهرهٔ عریان به کارگردانی برایان فوربز بر اساس این رمان ساخته شده است.